# 李義珣
李義珣（?—?），唐朝宗室，唐高宗之孙，泽王李上金庶子。

## 生平
载初元年（690年），因周兴诬告，李上金被迫自杀。李義珣和哥哥李义珍、李义玫、李义璋、李义环、李义瑾、李义璲流放显州，他的哥哥全在流放地死去。神龙初年，追复李上金官爵，封李义珣为嗣泽王。李义珣在岭南流放的时候，以佣保的身份藏匿，袭封之后，嗣许王李瓘图谋他的爵邑，指使人告李义珣不是李上金之子，假冒袭爵。李义珣不能自明，再被流放到岭南。开元初年，封许王李素节之子李璆为嗣泽王，继李上金之后。开元十二年（724年），玉真公主上表称李义珣确实是李上金之子，被嗣许王李瓘兄弟阴谋构陷。唐玄宗于是削李璆王爵，四月，封李义珣为嗣泽王。嗣许王李瓘贬为鄂州别驾。任命李义珣为率更令。于是，宗室非本宗袭爵，自神龙中兴之后继为嗣王的，全都令其归宗，削其爵邑。李義珣薨，子李潓嗣泽王。

## 子孙
- 李潓，嗣泽王、秘书监、守光禄卿，赠扬州大都督
  - 李润，嗣泽王、宗正少卿兼右千牛卫将军，赠绛州刺史
    - 李溶，嗣泽王、权知殿中监、扬州左司马
      - 李彦回，庐州长史、嗣泽王[1]
        - 李恩
        - 李桂
        - 李诜
        - 李贺

      - 李符圣，礼泉县丞[2]
      - 李彦温[3]
        - 李廷敏
        - 李廷梦